# Дніпровський коледж залізничного транспорту та транспортної інфраструктури
Дніпровський фаховий коледж залізничного транспорту та транспортної інфраструктури, до 2018 - Дніпропетровський коледж транспортної інфраструктури (ДКТІ),  до 2013 — Дніпропетровський те́хнікум залізни́чного тра́нспорту (ДТЗТ). І рівень акредитації.

## Історія коледжу
Експлуатація залізниці вимагала кваліфікованих кадрів. І Міністерство шляхів сполучення з 1900 року починає будівництво залізничного технічного училища.
Проте, не чекаючи закінчення будівництва майбутнього училища, в 1902 році, за ініціативою Управління Катеринославської залізниці, в приватному будинку по вулиці Скаковий, зараз вулиця Володимира Антоновича, училище було відкрите і були прийняті перші 30 учнів для навчання.
Факт відкриття училища в 1902 році підтверджений ювілейною збіркою «По Екатеринославской железной дороге», випуск 1, виданий в 1903 році в Катеринославі до 25-ліття залізниці, на сторінці 30-31 якого сказано «Для нужд работников на линии есть два железнодорожных тезничесих училища (одно в Луганске, другое, основаное в 1902 году, в Екатеринославе)», а також в «Отчете Екатеринославского техничного железнодорожного училища за 1911–1912 учебный год» (10 річниця заснування), який зберігається в Державній ордени Леніна бібліотеці ім. В. І. Леніна (Москва).
Училище було засноване як средньотехнічний навчальний заклад, з терміном навчання 3 роки.

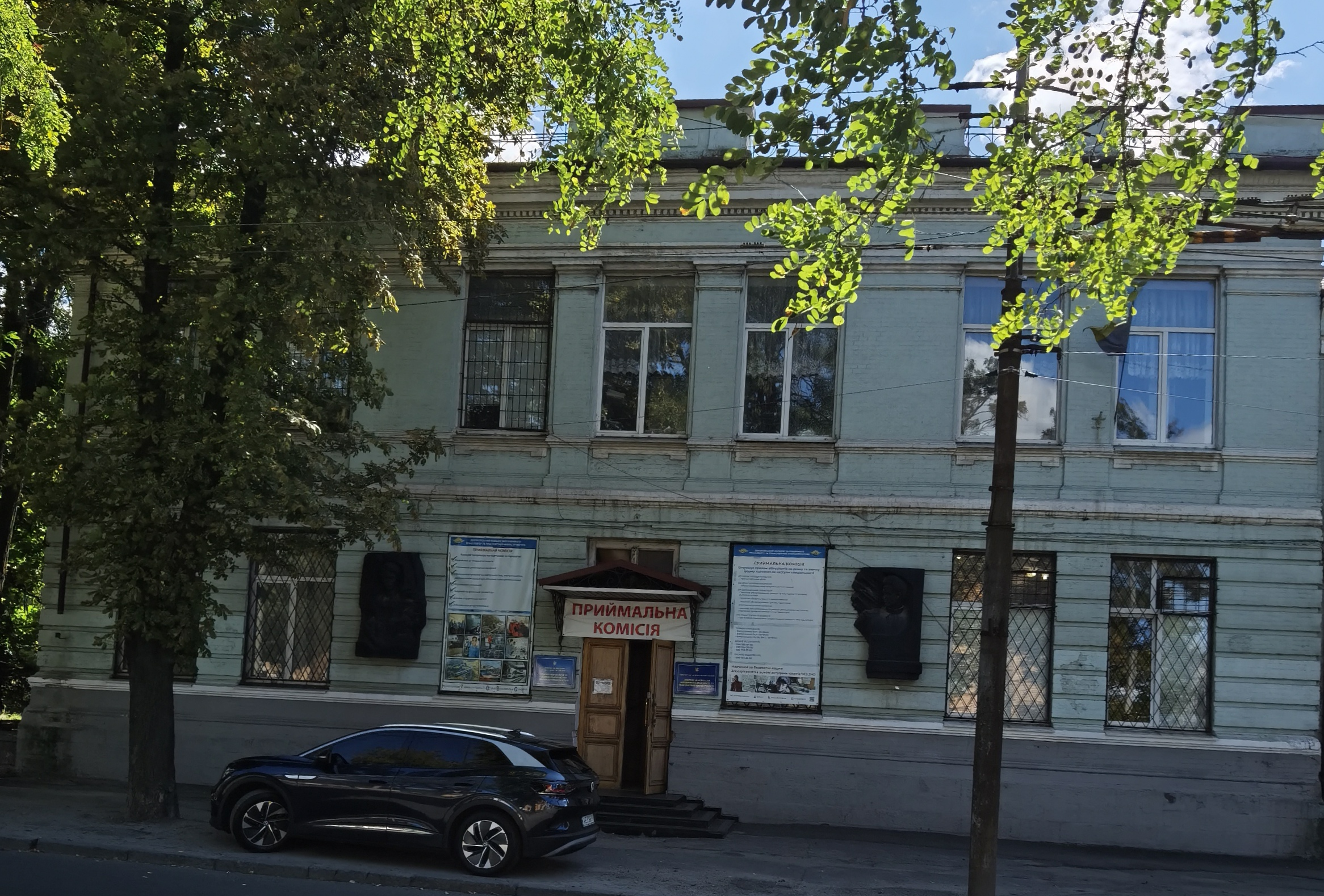
Будівля коледжу. 1902 р. будівництва.

1 липня 1902 року училище з вулиці Скакової було переведено в тільки що відбудовану будівлю, в якій знаходиться і сьогодні. З 1903 по 1913 рік училище було однокомплектним, тобто окрім 3 курсів, щороку випускало 25-30 чоловік по будівельній і механічній спеціальності.
У училищі до 1917 року приймалися лише хлопців слов'янської національності, дівчат в училищі не приймали. За навчання учні повинні були платити 10 карбованців за рік, улаштованого гуртожитку не було.
Перший гуртожиток розміщувався в приватному будинку, а потім в пасажирському приміщенні були налагоджені дві кімнати під гуртожиток. З 1913 року в училищі замість однієї спільної спеціальності утворилося дві: механічна, на якій готували паровозників і будівельна, на якій готували переважно шляховиків. Чисельність учнів до цього часу збільшилася до 180 чоловік, термін навчання залишився. В 1920 році — на базі технічного училища було відкрито політехнікум шляхів сполучення. Вже за 10 років на базі технікуму і факультету інженерів шляхів сполучення Київського політехнічного інституту було засновано ДІІТ, нині Дніпропетровський національний університет залізничного транспорту ім. ак. В. А. Лазаряна. Першим Керівником ДІІТ був М. Ф. Федіченко, випускник технікуму 1929 року.
У червні 1930р. 4 профшколи міста об'єднали у Транспортний політехнікум, начальником якого призначили Володимира Вікентійовича Щенсновича.
Вже в 1936 році — технікум готує спеціалістів за чотирма спеціальностями: будівельною, механічною, електромеханічною та експлуатаційною за щорічним випуском 250—300 осіб.
У роки Великої Вітчизняної війни більшість випускників та вихованців технікуму стали на захист своєї Батьківщини. З початком війни навчальний корпус технікуму було зайнято під шпиталь для поранених бійців. Заняття проводились у приміщенні Дніпропетровського інституту інженерів транспорту. А в серпні 1941 технікум був евакуйований до м. Алатир (Казахстан), де і знаходився до жовтня 1943 року, коли повернувся до рідного міста.
Заняття відновились у листопаді 1943 року. У січні 1944 року в технікумі вже навчалися 7 груп зі спеціальності «Експлуатація залізниць».
Не зважаючи на труднощі післявоєнного періоду, технікум збільшує свої можливості. У 1977 році був створений музей історії технікуму, який отримав звання народного. У ювілейний рік, озираючись назад, вдивляючись в обличчя тих, хто був у витоків народження нашого закладу, наше покоління прагне не лише зберегти, але і примножити досягнення по підготовці майбутніх фахівців, господарів Держави.
- 1945 рік — відкрито нову спеціальність «Електропостачання залізниць»
- 1947 рік — було виконано капітальне переобладнання навчальних майстерень
- 1950 рік разом із основною формою підготовки кадрів на денному відділенні було введено і заочну форму навчання,
- 1962 рік — у технікумі відкривається нова спеціальність «Електротягове господарство залізниць»
- 1977 рік — «Експлуатація вагонного господарства»
- 1991 рік — «Технічне обслуговування і ремонт обчислювальної техніки»
- 1994 рік — «Бухгалтерський облік».

В 2013 році, згідно з наказом Міністерства Освіти, для підтримки сучасних реалій освітнього процесу України технікум змінює свою назву на коледж транспортної інфраструктури.

## Випускники
Ми пишаємося іменами державних діячів, учених, керівників різних галузей господарства, які вчилися в нашому технікумі.
Це:
- доктори технічних наук;
- 32 кандидата технічних наук;
- 6 Лауреатів Ленінських і Державних премій;
- 7 Героїв Радянського Союзу;
- 7 Героїв Соціалістичної праці;
- 6 академіків;
- Діячі мистецтва;
- Керівники державних підрозділів господарства;

Вулиці Дніпропетровська, названі на честь випускників
- Гвая Івана Ісидоровича
- Гусенко Павла Яковича
- Лазаряна Всеволода Арутюновича

Місця, дорогі серцю кожному
На старому корпусі технікуму в різні роки були встановлені декілька меморіальних дощок: в честь Героїв Радянського Союзу, Героїв Соціалістичного Труда, одного з конструкторів «катюші» І. І. Гвая і поета Д. Б. Кедріна.
На будівлі ДІЇТу їх — дві. Й обидві на честь випускників технікуму — Н. М. Федиченко та В. А. Лазаряна.
На будівлі 23 школи міста Дніпропетровська можна побачити дві меморіальні дошки. Одна з них присвячена П. Я. Гусенко.
Начальники доріг, які вчилися в нашому технікумі
- Закорко Н. Т.
- Кахельник М. А.
- Млакевич Л. П.
- Алімов А.А
- Кожушко О. М.

## Матеріально-технічна база
На сьогоднішній день коледж є потужним навчальним закладом у сфері залізничної освіти, та має розвинену навчально-матеріальну базу: 2 навчальних корпуси, які мають більш ніж 80 навчальних кабінетів, сучасно обладнані лабораторії, спортивну залу, бібліотеку з читальним залом, 2 гуртожитки.

## Спеціальності
Коледж проводить набір на денну та заочну форму навчання за наступними спеціальностями:
071 Облік і оподаткування
Освітня програма: Бухгалтерський облік [Архівовано 20 січня 2021 у Wayback Machine.]
123 Комп'ютерна інженерія
Освітня програма: Обслуговування комп'ютерних систем і мереж [Архівовано 20 січня 2021 у Wayback Machine.]
273 Залізничний транспорт
Освітня програма: Технічне обслуговування, ремонт та експлуатація тягового рухомого складу [Архівовано 20 січня 2021 у Wayback Machine.]
Освітня програма: Технічне обслуговування і ремонт вагонів [Архівовано 20 січня 2021 у Wayback Machine.]
Освітня програма: Технічне обслуговування і ремонт пристроїв електропостачання залізниць [Архівовано 20 січня 2021 у Wayback Machine.]
275 Транспортні технології (на залізничному транспорті)
Освітня програма: Організація перевезень і управління на залізничному транспорті [Архівовано 20 січня 2021 у Wayback Machine.]

Термін навчання:
випускники 9 класів - 3 роки 10 місяців;
випускники 11 класів - 2 роки 10 місяців*;
*Освітря програма "Бухгалтерський облік" - 1 рік 10 місяців

Зарахування за результатами вступних іспитів або ЗНО